# Campeonato Mundial de Tiro al Blanco Móvil de 1967
El I Campeonato Mundial de Tiro al Blanco Móvil se celebró en Bolonia (Italia) en el año 1967 bajo la organización de la Federación Internacional de Tiro Deportivo (ISSF) y la Federación Italiana de Tiro Deportivo. Este evento fue realizado conjuntamente con el Mundial de Tiro al Plato.

## Resultados

### Masculino
| Evento                      | Oro                                 | Plata                          | Bronce                             |
| --------------------------- | ----------------------------------- | ------------------------------ | ---------------------------------- |
| Blanco móvil 50 m           | Martin Nordfors · Suecia · 171 pts. | Vladimir Veselov URSS 164 pts. | Stig Johansson · Suecia · 163 pts. |
| Blanco móvil 50 m (equipos) | URSS 638                            | Suecia · 624                   | Estados Unidos 587                 |

## Medallero
| Núm. | País           | Oro | Plata | Bronce | Total |
| ---- | -------------- | --- | ----- | ------ | ----- |
| 1    | Suecia         | 1   | 1     | 1      | 3     |
| 2    | URSS           | 1   | 1     | 0      | 2     |
| 3    | Estados Unidos | 0   | 0     | 1      | 1     |
|      | TOTAL          | 2   | 2     | 2      | 6     |